# Sichuan Ribao
Sichuan Ribao ou Sichuan Daily (Chinês simplificado:四川日报; Pīnyīn:Sìchuān Rìbào) é um dos principais diários em língua chinesa, com tiragem estimada em 8 000 000 exemplares em 2012. Tem sua sede na cidade de Chengdu, Sichuan, na China continental.